# سمی (فیلم ۲۰۱۰)
سمی (به انگلیسی: Toxic) فیلمی محصول سال ۲۰۱۰ و به کارگردانی آلن پائو است. در این فیلم بازیگرانی همچون مستر پی، کوری لارج، دامینیک سوین، دنی ترخو، دامین پوتیر، سوزان وارد، چریتی شی، بایی لینگ، استیون باوئر، نیک چینلاند، جیمز دووال، جان انوس سوم، سی توماس هوول، شار جکسون، پل جوهانسون، کستاس مندیلر، هولت مک‌کالانی، ساندار مک‌کوی، لاکلین مونرو، برند رادریک، تام سایزمور، تابیتا استیونز، یوهان اورب، سرینا وینسنت و جنیفر والکوت ایفای نقش کرده‌اند.